# Saúl Blanco
Saúl Blanco González (Oviedo, 16 maggio 1985) è un ex cestista spagnolo.